# Marcel Pauker
Marcel Pauker (n. 6 decembrie 1896, București – d. 16 august 1938 în localitatea Butovo în apropiere de Moscova, executat în cadrul epurărilor staliniste) a fost un intelectual și lider comunist român, fiul unei familii evreiești înstărite din București și soțul liderei comuniste române Ana Pauker (Rabinsohn). Era bine văzut de presa de stânga, având un cuvânt important de spus în relația cu aceasta. Marcel Pauker avea o serie de pseudonime, cel mai des folosite au fost: Luximin, Paul Lampart, Burghezul, Puiu, Herman Gugenheim, Priu, Semionovici Marin, Stepan sau Paul Weiss.

## Biografie

### Tinerețea
Tatăl lui Marcel Pauker a fost Simion Pauker, cunoscut, între altele ca ziarist, secretar  general de redacție și ulterior unul din proprietarii, alături de fratele său, Emil, ai ziarelor Adevărul și Dimineața, iar în anii 1910-1923 proprietarul fondator și directorul cotidianului economic Argus.
Născut într-o familie de evrei înstăriți și aculturați, Marcel Pauker a urmat cursurile Școlii evanghelice din București, cu limba de predare germană, distingându-se la învățătură și prin spiritul său rebel. În 1914 a susținut examenele de bacalaureat, apoi a urmat pentru o vreme cursurile Școlii de Poduri și Șosele din București. Apoi a studiat ingineria la Zürich. În zilele Primului Război Mondial, după intrarea României în război în 1916, Pauker și-a întrerupt provizoriu studiile pentru a se înrola în armata română. El a fost cadet de artilerie, apoi a primit gradul de sublocotenent. Imediat după război, în perioada 1919-1921, și-a reluat studiile la Politehnica din Zürich. În iulie 1921 a obținut diploma de inginer. În aceeași lună s-a căsătorit cu Ana Rabinsohn, ulterior cunoscută ca Ana Pauker. Primul lor copil, Tanio, a murit după câteva luni de la naștere, de dizenterie.

### Activitatea
Din decembrie 1918 a fost activ în Partidul Socialist din România. În decembrie 1921 a fost desemnat ca membru al Comitetului Provizoriu al PCdR (Partidului Comunist din România), apoi în 1922 devine membru în Comitetul Central și în Biroul Politic, fiind și delegat la Conferința partidelor comuniste din Balcani de la Sofia (1922) și la Berlin (1923). S-a distins ca unul din comuniștii posedând o educație superioară.  
Activitatea sa conspirativă comunistă va fi întreruptă de autoritățile române; va fi arestat și condamnat la 10 ani de închisoare, apoi la muncă forțată pe viață. Reușește să evadeze și fuge în 1925 în U.R.S.S., revenind în România după 4 ani.

### Persecuția
Marcel Pauker s-a implicat în luptele politice cu Vitali Holostenco, reflectând diferențele doctrinare dintre secția comunistă română și cea sovietică ucraineană, susținându-și deschis opinia în Congresul al IV-lea al P.C.d R. de la Harkov. Este sancționat de Comintern pentru păreri personale. I se interzice activitatea politică și va fi trimis forțat la Magnitogorsk, în Siberia (1930-1932).

### Moartea
În 1935 intră în dizgrația lui Stalin și va fi victima epurărilor politice petrecute în U.R.S.S. Este arestat de NKVD pe 21 martie 1937 sub acuzația de spionaj în favoarea României. Este anchetat un an mai târziu. Sub tortură, Marcel Pauker va mărturisi în fața NKVD acțiunile de spionaj. Este condamnat la moarte prin împușcare, sentința fiind executată.

### Reabilitarea
Marcel Pauker a fost reabilitat în URSS în 1957, în timpul lui Nikita Hrușciov, odată cu destalinizarea produsă în U.R.S.S. după moartea lui Stalin. Nicolae Ceaușescu a considerat cazul Marcel Pauker drept „o greșeală a trecutului”. 

## Opinii politice
Marcel Pauker era un fervent comunist, fiind una dintre personalitățile semnificative ale mișcării de extrema stângă din Regatul României.
Pauker a fost total opus naționalismului de orice tip, fapt care în timpul conducerii național-comuniste a lui Nicolae Ceaușescu a cauzat tensiuni între ideologia oficială și ideile reabilitatului Pauker. Printre altele, Pauker denumea România un "județ al Balcanilor", fiind dependentă din punct de vedere politic, social și economic de aceștia, nefiind posibil de a reforma sistemul din România fără intervenția în întreaga peninsulă.

## Familia și amantele
A fost căsătorit cu Hannah Rabinsohn (Ana Pauker), conducătoare comunistă română, cu care a avut trei copii: 
- Tanio (1921 - 1922)
- Vlad (1926-2016)
- Tatiana (1928-2011)

A avut mai multe amante, cele mai celebre fiind Elena Filipovici și Vanda Nicolski. 